# Adelbert von Chamisso
Adelbert von Chamisso, nascut Louis Charles Adélaïde de Chamissot (Castell de Boncourt, Xampanya, 30 de gener de 1781 - Berlín, 21 d'agost de 1838) va ser un poeta i botànic alemany d'origen francès.
Va emigrar amb els seus pares fugint de la Revolució francesa, i s'instal·là a Berlín. L'any 1796, el jove Chamisso va esdevenir patge de la reina. El 1798 va entrar com a banderer en un regiment d'infanteria prussià.
Tot i que la seua família havia estat autoritzada a tornar a França, Chamisso va estimar-se més romandre a Alemanya per continuar-hi la seua carrera militar. Encara que havia rebut una feble educació, va consagrar el seu temps de lleure a estudiar. Amb Karl August Varnhagen von Ense (1785-1858), va fundar l'any 1803 el Berliner Musenalmanach, publicació en la qual va donar a conèixer els seus primers poemes. Però l'empresa aviat va fer fallida i va haver de ser interrompuda a causa de la guerra de 1806. Tot i això, l'experiència havia servit per a fer-se conegut entre els cercles literaris.
L'any 1801 va assolir el grau de lloctinent i, el 1805 va traslladar-se a Hameln amb el seu regiment. Va ser testimoni de la capitulació de l'exèrcit prussià l'any següent. Alliberat sota paraula, va viatjar a França. Com que els seus pares havien mort, va tornar a Berlín a la tardor de 1807. Va abandonar l'exèrcit a principis de l'any següent. Sense casa ni feina, desil·lusionat i descoratjat, va viure a Berlín fins a l'any 1810, quan, gràcies a la intervenció d'un vell amic de la família, va tornar a França després de la pau de Tilsitt, i va obtenir ocupació com a professor de l'institut de La Roche sur Yon (aleshores anomenada Napoléon-Vendée).
Va freqüentar el cercle de Madame de Staël i va seguir-la al seu exili a Coppet, Suïssa. Ací es va consagrar a la botànica, i hi romangué dos anys. L'any 1812 va tornar a Berlín, on va continuar les seues recerques científiques. Durant l'estiu de l'agitat any de 1813, va escriure la novel·la Peter Schlemihl, la seua obra més cèlebre, en la qual narra la història d'un home que ha perdut la seua ombra i que recorre el món per a retrobar-la. La novel·la va ser traduïda ràpidament a diverses llengües. Chamisso la va escriure per divertir-se i entretenir els fills del seu amic Ferdinand Hitzig (1807-1875).
L'any 1815 es va embarcar com a botànic en el vaixell rus Rurik, comandat per Otto von Kotzebue (1787-1846), fill de l'escriptor August von Kotzebue (1761-1819). El Rurik va iniciar un viatge científic al voltant del món, i Chamisso en va redactar la memòria, publicant el seu diari del viatge l'any 1821 amb el títol Tagebuch.
Al seu retorn, l'any 1818, va obtenir feina com a conservador del jardí botànic de Berlín i va ingressar com a membre de l'Acadèmica de Ciències de la ciutat. Va casar-se l'any 1820.
Chamisso va retrobar-se amb la poesia als 48 anys. El 1829, en col·laboració amb Gustav Schwab (1792-1850), i posteriorment, a partir de 1832 amb Franz von Gaudy (1800-1840), va ressuscitar el Deutsche Musenalmanach, en el qual publicaria els seus nous poemes. Les seues obres, la major part en alemany, tracten els gèneres més diversos: botànica, lingüística, novel·la, poesia; i han gaudit de gran èxit a Alemanya. En la seua poesia regna un sentiment de tristesa que sembla nàixer de l'allunyament de la seua terra nadiua.
L'obra científica de Chamisso és menys important. Cal destacar principalment Bemerkungen und Ansichten, que va aparèixer incompleta en l'Entdeckungsreise d'O. von Kotzebue (Weimar, 1821) i després en versió integral en Gesammelte Werke de Chamisso (1836). Übersicht der nutzbarsten und schädlichsten Gewächse in Norddeutschland (1829) és una obra de bona reputació per la qualitat del tractament. La seua obra més important en aquest capítol de la seua producció, en col·laboració amb Diederich Franz Leonhard von Schlechtendal (1794-1866), és la descripció dels principals arbres de Mèxic (1830-1831).
Sens dubte, és la seua obra poètica la que ha fet cèlebre l'autor. El seu cicle de poemes Frauenliebe und leben (L'amor i la vida d'una dona) (1830), musicat per Robert Schumann (opus 42), és particularment cèlebre. Cal assenyalar també Schloss Boncourt i Salas y Gómez. Quan hom considera la seua obra, cal recordar que l'alemany no era la seua llengua materna.
Els temes que tria són, al més sovint, ombrívols. Fins i tot en les obres més alegres i lleugeres, la tristesa i la sàtira estan sempre presents. Li agrada traçar els sentiments humans, com l'amor o la venjança. Die Löwenbraut pot ser un exemple per a il·lustrar la seua força i la seua particular precisió en l'escriptura.
La primera edició completa de les obres de Chamisso va ser editada per Julius Eduard Hitzig (1780-1849) (6 volums, 1836). La seua biografia també va ser escrita per J. E. Hitzig, Leben und Briefe von Adelbert von Chamisso (1881).
El premi Adelbert von Chamisso, concedit per la fundació Robert Bosch, recompensa cada any escriptors en alemany per als quals l'alemany no és la seua llengua materna. Des de la seua creació, l'any 1985, ha estat concedit a 45 autors de 20 països diferents. El premi és lliurat per l'Acadèmia Bavaresa de Belles Arts.